# 五百塵点劫
五百塵点劫（ごひゃくじんてんごう）とは、法華経如来寿量品で、釈迦の成道の久遠をたとえた語である。正しくは五百億塵点劫である。
法華経の如来寿量品第16に、「今の釈迦牟尼仏は、釈氏の宮を出でて伽耶城を去ること遠からず、道場に座して阿耨多羅三藐三菩提を得たりと思えり。然るに善男子よ、我（われ）は実に成仏してより已来（このかた）、無量無辺百千万億那由他劫なり」とあり、続けて「たとえば、五百千万億那由他阿僧祇の三千大千世界を、仮に人ありて抹（す）りて微塵となし、東方五百千万億那由他阿僧祇の国を過ぎて、すなわち一塵を下し、かくの如く、この微塵が尽きんが如き（無くなるまで）、東に行くとしたら、この諸々の世界の数を知ることを得べしや、不（いな）や」と弥勒菩薩等へ言われた。
これは、化城喩品第7にも同様の記述がある。「たとえば、三千大千世界のあらゆる地種を、仮に人ありて磨（す）りて墨となし、東方の千の国土を過ぎて、乃ち一点を下さん。大きさ微塵の如し」
この化城喩品のたとえ話を三千塵点劫と称される。これに対し、寿量品（本門）の「五百千万億那由他阿僧祇」を、五百（億）塵点劫と称して、化城喩品（迹門）の三千塵点劫よりもはるかに長遠であるかが示されるようになった。
なお一般的に、釈迦はインドで生まれ菩提樹下で成道したとされる。これを伽耶始成、また始成正覚というが、法華経においては、釈迦はそのようなインド応誕の仏ではなく、本当は遠い過去に成道していた、と打ち明ける。これを久遠実成という。
日蓮系の宗派の一部では、「久遠」を特定の長さの過去ではなく、「無限の時間」を意味する言葉と捉え、久遠元初（くおんがんじょ）という言葉でそれを明確化する。

## 浄土教における塵点久遠劫
また、親鸞は『浄土和讃 (大経意)』において五百塵点劫を塵点久遠劫と呼び、阿弥陀仏をそれよりも古い仏、すなわち釈迦仏よりも昔に成道した仏とするが、浄土経典には阿弥陀仏の寿命が無量であるところから「大無量寿経」という経典がある。。